# Lixophaga triconis
Lixophaga triconis là một loài ruồi trong họ Tachinidae.